# Spoorlijn 262
Spoorlijn 262 was een Belgische industrielijn, die in het voormalig station Damprémy-Charbonnages aftakte van spoorlijn 140 (Ottignies - Marcinelle). De spoorlijn was 1,2 km lang en liep naar het Raccordement Verres Speciaux.

## Aansluitingen
In de volgende plaats was er een aansluiting op de volgende spoorlijn:
Damprémy-Charbonnages
Spoorlijn 140 tussen Ottignies en Marcinelle